# 小学館ランダムハウス英和大辞典
『小学館ランダムハウス英和大辞典』（しょうがくかんランダムハウスえいわだいじてん）は、小学館が編纂、出版している英和辞典。「ランダムハウス英和大辞典」と呼ばれることが多いが、正式名称は『小学館ランダムハウス英和大辞典』である。

## 概要
アメリカ、ランダムハウス社の辞典『Random House Dictionary of the English Language』を日本語に翻訳する形式で編纂された辞書。それに加え、イギリス英語、オーストラリア英語などの情報や、日本向けに用例、語法を数多く付け加えている。
冊子版だけではなく、CD-ROM版もある。また、英語のプロ向けと銘打った電子辞書に採用されていることもある。

## 主なシリーズ一覧

### 英和辞典
小学館ランダムハウス英和大辞典
- 第二版 - 1993年12月発行。収録語数約345,000。ISBN 4-09-510101-6（並装）、ISBN 4-09-510111-3（特装版）

- 編集：小学館ランダムハウス英和大辞典第二版編集委員会
- 編集主幹：小西友七、安井稔、國廣哲彌、堀内克明
- 編集顧問：Stuart Berg Flexner（米国の『Random House Dictionary of the English Language』第二版の編集主幹）

- 初版 - 1973年発行。全四巻（その後、上下巻にまとめられたものが1975年に、全一巻にまとめられたものも1979年に出版される）。

- 編集：小学館ランダムハウス英和大辞典編集委員会

## エピソード
第二版の初刷では、"joke town" （ジョークの対象になる都市）の項目で例として「東京でいうと名古屋」と説明していたが、第二刷以降ではその例は削除されている（名古屋ジョークタウン事件）。